# Capitoli di 666 Satan

Copertina del primo volume dell'edizione italiana

Questa è una lista dei capitoli del manga 666 Satan di Seishi Kishimoto. Il manga fu pubblicato da Square Enix sulla rivista Shōnen Gangan a partire dal 2001 e si concluse nel 2007 col capitolo 76. I singoli capitoli vennero in seguito raccolti in 19 tankōbon, pubblicati tra il 20 dicembre 2001 e il 22 febbraio 2008.
In Italia la serie venne messa in commercio dalla J-Pop, divisione della Edizioni BD, dal 6 giugno 2008 al 25 luglio 2010.

## Volumi 1-10
| Nº | Titolo italiano Giapponese 「Kanji」 - Rōmaji | Data di prima pubblicazione         | Data di prima pubblicazione          |
| Nº | Titolo italiano Giapponese 「Kanji」 - Rōmaji | Giapponese                          | Italiano                             |
| 1  | 666 Satan 1 「666～サタン～(1)」 - Roku-Roku-Roku Satan 1 | 20 dicembre 2001 ISBN 4-7575-0597-3 | 6 giugno 2008 ISBN 978-8861236660    |
| 1  | Capitoli - 001. Amici (友達?, Tomodachi) - 002. Sogni [1] (夢1?, Yume 1) - 003. Sogni [2] (夢2?, Yume 2) |                                     |                                      |
| 2  | 666 Satan 2 「666～サタン～(2)」 - Roku-Roku-Roku Satan 2 | 22 maggio 2002 ISBN 4-7575-0697-X   | 6 luglio 2008 ISBN 978-8861232662    |
| 2  | Capitoli - 004. I cinque anelli (五連オーパーツ?, Go Ren Ō Pātsu) - 005. Lupo solitario (一匹狼?, Ippiki Ōkami) - 006. Zanne (牙?, Kiba) - 007. La città della nebbia (霧の街?, Kiri no Machi) - 008. Resistance (反政府組織?, Rejisutansu)                                                                                              |                                     |                                      |
| 3  | 666 Satan 3 「666～サタン～(3)」 - Roku-Roku-Roku Satan 3 | 22 ottobre 2002 ISBN 4-7575-0810-7  | 6 settembre 2008 ISBN 978-8861232679 |
| 3  | Capitoli - 009. Crimson Magician (深紅の奇術師?, Kurimuzon no Majishan) - 010. Escape! (脱出!!?, Esukēpu!) - 011. Il potere degli uomini antichi (超古代人の力?, Chōkodaijin no Chikara) - 012. Le tre prove (3つの試練?, 3 Tsu no Shiren) - 013. Entra in scena Kirin?!                                                                 |                                     |                                      |
| 4  | 666 Satan 4 「666～サタン～(4)」 - Roku-Roku-Roku Satan 4 | 22 febbraio 2003 ISBN 4-7575-0873-5 | 6 ottobre 2008 ISBN 978-8861233485   |
| 4  | Capitoli - 014. Due contro uno (二対一?, Ni Tai Ichi) - 015. Dacci dentro, battitore! (燃えろバットマン!!?, Moero Battoman!) - 016. L'attivazione di Mekisis (メキシス始動!!?, Mekishisu Shidō) - 017. Potere divino (神の力?, Kami no Chikara)                                                                                          |                                     |                                      |
| 5  | 666 Satan 5 「666～サタン～(5)」 - Roku-Roku-Roku Satan 5 | 21 giugno 2003 ISBN 4-7575-0963-4   | 6 novembre 2008 ISBN 978-8861233492  |
| 5  | Capitoli - 018. Una strada piena di ostacoli (グネグネ道 突進?, Gunegunedō Tosshin) - 019. A ciascuno il suo desiderio (それぞれの想い?, Sorezore no Omoi) - 020. Operazione finale (最終作戦?, Saishū Sakusen) - 021. Un cuore solo (一つになる心?, Hitotsu ni Naru Kokoro) - 022. Patto con il Diavolo (悪魔の契約?, Akuma no Keiyaku) |                                     |                                      |
| 6  | 666 Satan 6 「666～サタン～(6)」 - Roku-Roku-Roku Satan 6 | 22 novembre 2003 ISBN 4-7575-1072-1 | 18 gennaio 2009 ISBN 978-8861233775  |
| 6  | Capitoli - 023. Nemici per sempre (宿敵?, Shukuteki) - 024. Il cielo blu (青空?, Aozora) - Gaiden: Justice (外伝 ジャスティス?, Gaiden Jasutisu) - Capitolo Bonus: Trigger (トリガー?, Torigā) |                                     |                                      |
| 7  | 666 Satan 7 「666～サタン～(7)」 - Roku-Roku-Roku Satan 7 | 21 febbraio 2004 ISBN 4-7575-1143-4 | 8 febbraio 2009 ISBN 978-8866340096  |
| 7  | Capitoli - 025. La leggenda di Spirits (スピリッツの伝説?, Supirittsu no Densetsu) - 026. Cabala (カバラ?, Kabara) - 027. Papà, mamma (父さん 母さん?, Tōsan Kaasan) - 028. Le carovane delle tenebre (闇のキャラバン?, Yami no Kyaraban)                                                                                                |                                     |                                      |
| 8  | 666 Satan 8 「666～サタン～(8)」 - Roku-Roku-Roku Satan 8 | 22 giugno 2004 ISBN 4-7575-1220-1   | 15 marzo 2009 ISBN 978-8861234031    |
| 8  | Capitoli - 029. I due prescelti (導かれし二人?, Michibikareshi Ninin) - 030. Gli Angeli della Cabala (カバラの天使?, Kabara no Reshipi) - 031. Le eliminatorie di Olympia (オリンピア予選開始?, Orinpia Yosen Kaishi) - 032. Ne rimarranno solo due (選ばれた2名?, Erabareta 2 Mei)                                                      |                                     |                                      |
| 9  | 666 Satan 9 「666～サタン～(9)」 - Roku-Roku-Roku Satan 9 | 22 ottobre 2004 ISBN 4-7575-1296-1  | 26 aprile 2009 ISBN 978-8861234048   |
| 9  | Capitoli - 033. Rockbird, l'uccello infastuo (怪鳥ロックバード?, Kai Tori Rokku Bādo) - 034. Le finali del torneo di Olympia (オリンピア本戦開始!?, Orinpia Honsen Kaishi!) - 035. Promessa (約束?, Yakusoku) - 036. Volume a palla (最大のボリューム?, Saidai no Boryūmu)                                                               |                                     |                                      |
| 10 | 666 Satan 10 「666～サタン～(10)」 - Roku-Roku-Roku Satan 10 | 22 febbraio 2005 ISBN 4-7575-1363-1 | 31 maggio 2009 ISBN 978-8861234550   |
| 10 | Capitoli - 037. Un vero mostro 1 (本物のバケモノ①?, Honmono no Bakemono 1) - 038. Un vero mostro 2 (本物のバケモノ②?, Honmono no Bakemono 2) - 039. Uccello in gabbia (籠の中の鳥?, Kago no Naka no Tori) - 040. Cuore e forma (心と形?, Kokoro to Katachi)                                                                              |                                     |                                      |

## Volumi 11-19
| Nº | Titolo italiano Giapponese 「Kanji」 - Rōmaji | Data di prima pubblicazione         | Data di prima pubblicazione           |
| Nº | Titolo italiano Giapponese 「Kanji」 - Rōmaji | Giapponese                          | Italiano                              |
| 11 | 666 Satan 11 「666～サタン～(11)」 - Roku-Roku-Roku Satan 11 | 22 giugno 2005 ISBN 4-7575-1454-9   | 28 giugno 2009 ISBN 978-8861234703    |
| 11 | Capitoli - 041. Speranze (希望?, Kibō) - 042. Rivali?! (ライバル!??, Raibaru!?) - 043. La logica del mondo (世界の理?, Sekai no Ri) - 044. Big Bang (ビッグバン?, Biggu Ban)                                                                                                 |                                     |                                       |
| 12 | 666 Satan 12 「666～サタン～(12)」 - Roku-Roku-Roku Satan 12 | 22 ottobre 2005 ISBN 4-7575-1551-0  | 31 luglio 2009 ISBN 978-8861234710    |
| 12 | Capitoli - 045. Il piano superiore (最上階?, Saijōkai) - 046. Ikaros, L'imperatore del male (魔帝イカロス?, Matei Ikarosu) - 047. Cuore (心?, Kokoro) - 048. I Demoni della Cabala (カバラの悪魔?, Kabara no Akuma)                                                          |                                     |                                       |
| 13 | 666 Satan 13 「666～サタン～(13)」 - Roku-Roku-Roku Satan 13 | 22 febbraio 2006 ISBN 4-7575-1624-X | 27 settembre 2009 ISBN 978-8861235274 |
| 13 | Capitoli - 049. Lotta all'ultimo sangue (激闘?, Gekitō) - 050. Un colpo solo (一撃?, Ichigeki) - 051. Luce e tenebre (光と闇?, Hikari to Yami) - 052. La Chiave di Salomone (ソロモンの鍵?, Soromon no Kagi)                                                                 |                                     |                                       |
| 14 | 666 Satan 14 「666～サタン～(14)」 - Roku-Roku-Roku Satan 14 | 22 giugno 2006 ISBN 4-7575-1701-7   | 25 ottobre 2009 ISBN 978-8861235281   |
| 14 | Capitoli - 053. Legami (繋がり?, Tsunagari) - 054. L'antica tribù (古代種?, Kodaishu) - 055. L'O-Part leggendario (伝説のオーパーツ?, Densetsu no Ō Pātsu) - 056. Un nuovo compagno (新仲間?, Shin Menbā)                                                                    |                                     |                                       |
| 15 | 666 Satan 15 「666～サタン～(15)」 - Roku-Roku-Roku Satan 15 | 21 ottobre 2006 ISBN 4-7575-1796-3  | 29 novembre 2009 ISBN 978-8861235298  |
| 15 | Capitoli - 057. Irruzione (突入!!?, Totsunyū!!) - 058. Ai posti di combattimento (それぞれの戦い?, Sorezore no Tatakai) - 059. Una magia (おまじない?, Omajinai) - 060. Il pensiero di Miko (ミコの思想?, Miko no Shisō)                                                     |                                     |                                       |
| 16 | 666 Satan 16 「666～サタン～(16)」 - Roku-Roku-Roku Satan 16 | 22 marzo 2007 ISBN 4-7575-1983-4    | 30 gennaio 2010 ISBN 978-8861236462   |
| 16 | Capitoli - 061. Bentornata (おかえり?, Okaeri) - 062. La squadra al completo (全メンバー集結?, Zen Menbā Shūketsu) - 063. Notte di luna (月夜?, Tsukiyo) - 064. Il quartier generale Zenom (ゼノム本部?, Zenomu Honbu)                                                       |                                     |                                       |
| 17 | 666 Satan 17 「666～サタン～(17)」 - Roku-Roku-Roku Satan 17 | 22 giugno 2007 ISBN 4-7575-2026-3   | 30 aprile 2010 ISBN 978-8861237827    |
| 17 | Capitoli - 065. I trabocchetti delle rovine! (遺跡の罠!!?, Iseki no Wana!!) - 066. Cuore (心?, Kokoro) - 067. Lotta fratricida! Il ricordo di una ferita (兄弟対決!! キズの記憶?, Kyōdai Taiketsu!! Kizu no Kioku) - 068. I pensieri di un padre (父の想い?, Chichi no Omoi) |                                     |                                       |
| 18 | 666 Satan 18 「666～サタン～(18)」 - Roku-Roku-Roku Satan 18 | 22 ottobre 2007 ISBN 4-7575-2129-4  | 27 giugno 2010 ISBN 978-8861236813    |
| 18 | Capitoli - 069. Vita (命?, Inochi) - 070. Il cuore di una donna (女心?, Onnagokoro) - 071. Devil's Summoner (デビルズサマナー?, Debiruzu Samanā) - 072. Doppio scontro (二つの闘い?, Futatsu no Tatakai)                                                                     |                                     |                                       |
| 19 | 666 Satan 19 「666～サタン～(19)」 - Roku-Roku-Roku Satan 19 | 22 febbraio 2008 ISBN 4-7575-2216-9 | 25 luglio 2010 ISBN 978-8861237001    |
| 19 | Capitoli - 073. Zenom (ゼノム?, Zenomu) - 074. Promessa (指切り?, Yubikiri) - 075. Armageddon (ハルマゲドン?, Harumagedon) - 076. Jio Freed (ジオ=フリード?, Jio Furīdo) |                                     |                                       |